# Championnat de France de rugby à XIII 1951-1952
Navigation
Édition précédente Édition suivante
Le Championnat de France de rugby à XIII 1951-1952 oppose pour la saison 1951-1952 les meilleures équipes françaises de rugby à XIII au nombre de treize.

## Liste des équipes en compétition
| Albi Avignon Bordeaux Carcassonne Carpentras Cavaillon Lézignan Lyon Marseille Celtic Paris XIII Catalan Toulouse O. Villeneuve-sur-Lot |

Treize équipes participent au championnat de France de première division .

## Déroulement de la compétition

### Classement de la première phase
| Rang | Club               | J  | V | N | D | Pts |
| ---- | ------------------ | -- | - | - | - | --- |
| 1    | Carcassonne        | 24 | ? | ? | ? | 65  |
| 2    | Marseille          | 24 | ? | ? | ? | 64  |
| 3    | Lyon-Villeurbanne  | 24 | ? | ? | ? | 60  |
| 4    | Villeneuve-sur-Lot | 24 | ? | ? | ? | 55  |
| 5    | Albi               | 24 | ? | ? | ? | 53  |
| 6    | Bordeaux           | 24 | ? | ? | ? | 50  |
| 7    | Toulouse           | 23 | ? | ? | ? | 44  |
| 8    | XIII Catalan       | 23 | ? | ? | ? | 43  |
| 9    | Cavaillon          | 23 | ? | ? | ? | 42  |
| 10   | Celtic de Paris    | 24 | ? | ? | ? | 42  |
| 11   | Carpentras         | 24 | ? | ? | ? | 37  |
| 12   | Avignon            | 23 | ? | ? | ? | 31  |
| 13   | Lézignan           | 24 | ? | ? | ? | 30  |

### Phase finale
|  | Demi-finales               | Demi-finales          |             |    | Finale   | Finale   |
|  | Demi-finales               | Demi-finales          |             |    | Finale   | Finale   |
|  |                            |                       |             |    |          |          |
|  | Le 11 mai 1952 à Lyon      | Le 11 mai 1952 à Lyon |             |    | Toulouse | Toulouse |
|  | Le 11 mai 1952 à Lyon      | Le 11 mai 1952 à Lyon |             |    | Toulouse | Toulouse |
|  | Carcassonne                | 15                    |             |    | Toulouse | Toulouse |
|  | Carcassonne                | 15                    |             |    | Toulouse | Toulouse |
|  | Villeneuve-sur-Lot         | 6                     |             |    | Toulouse | Toulouse |
|  | Villeneuve-sur-Lot         | 6                     | Carcassonne | 18 |          |          |
|  | Le 11 mai 1952 à Perpignan |                       | Carcassonne | 18 |          |          |
|  |                            | Marseille             | 6           |    |          |          |
|  | Marseille                  | Marseille             | 6           | 34 |          |          |
|  | Marseille                  |                       |             | 34 |          |          |
|  | Lyon                       | 13                    |             |    |          |          |
|  | Lyon                       | 13                    |             |    |          |          |

### Finale
(mt : 5 - 6)
Homme du match :
Points marqués :
- Carcassonne: 4 essais de Gacia (1) et G. Benausse (72e et 75e) ; 2 transformations de Puig-Aubert, 1 drop de G. Benausse ; 1 carton rouge de Calbète.
- Marseille: 2 essais de Grasseau (10e) et Dop (20e) ; 1 carton rouge de Pambrun.

Évolution du score : 
Arbitre : M. Dobson
Spectateurs : 16 645
Composition des équipes :
- Carcassonne: Puig-Aubert - Christian Lasalle, Louis Llari, Claude Teisseire, René Benausse - Gilbert Benausse, Roger Guilhem - Jean Dedieu, P. Albert, Louis Mazon, Marcel Gacia, Édouard Ponsinet, Germain Calbète - Entraîneur :
- Marseille: Maurice André - Joseph Grasseau, André Hatchondo, Jacques Merquey, Robert Moncéré - Paul Césard, Jean Dop - François Rinaldi, François Othal, André Béraud, Jean Pambrun, Ulysse Négrier, Raoul Pérez- Entraîneur : Guy Vassal

## Effectifs des équipes présentes
| Carcassonne | Gilbert Alberti Gilbert Benausse René Benausse Germain Calbète Jean Dedieu Marcel Gacia Roger Guilhem Christian Lasalle Jean Lassègue Louis Llari Martin Martin Louis Mazon Édouard Ponsinet Puig-Aubert Claude Teisseire Henri Vaslin      | Marseille          | Maurice André Robert Barthès André Béraud Paul Césard Norbert Costa Joseph Grasseau Jean Dop André Hatchondo Frédéric Lopez Jacques Merquey Marius Miseroux Robert Moncéré Ulysse Négrier François Othal Jean Pambrun Raoul Pérez Paul Poncet Prudon François Rinaldi Entraîneur : Guy Vassal                                                       |
| Lyon        | Jean Audoubert Hugues Baldassin Coudray Joseph Crespo Joseph Krawczyk Antoine Lécuyer Robert Lucia François Montrucolis Georges Rascol Roger Rey Henri Riu Sabayrac Pierre Taillantou Tournier Maurice Voron Entraîneur : Pierre Taillantou | Villeneuve-sur-Lot | Arcas Artigalas II Barjou Gaston Calixte M. Calixte Campays André Carrère Dachary Desbeaux Dubertrand Pascal Eito Roger Estrada Faillères Gabriel Genoud Antoine Jimenez Joyaux Locatelli Lopez Auguste Lucianaz Macchi P. Mares Mary Mazetti Murari Salabery Sarrazin Ermes Tarozzi Yves Treilhes Vigouroux Volontario Entraîneur : Baptiste Carbo |
| Albi        | Armand Balent Gabriel Berthomieu Marcel Blanc (c) Bernard Cesses Gaston Combes Jean Couveignes Jean Deloncle Fage I Fage II Charles Galaup Heuillet Lardat Legrand Moisset André Rives Rouanet Verdier Viguier Marcel Volot                 | Bordeaux           | André Audy Barrault Paul Bartoletti Angelo Boldini Bonacase Brulière André Carrère Castro Raymond Contrastin Crapos Gayan Gimenez Guitard Housty Adolphe Inza Lamouliatte Mora Serres Souillère Tréboutat |
| Toulouse    | Ambruster Barrère Bentaberry Jean Bombail Bonhoure Louis Cadène Fernand Cantoni Corrèges Jean Dubalen Christian Duplé Fabre Guiraud Jean Hatchondo Pierre Malrieu Louis Poletti                                                             | XIII Catalan       | Irénée Carrère Robert Casse Chancou Gaston Comes Paul Dejean Henri Delhoste Gazé Lucien Malafosse Jep Maso Mestres Payré Piques Ambroise Ulma Georges Vayre |
| Cavaillon   | Barthès Forliani Roger Frassi Pagès | Celtic de Paris    | Abadié Alfonso Roger Arcalis Maurice Bellan Élie Brousse René Cardon René Duffort Claude Durand Henri Durand Duthoit Michel Fontvielle Raymond Jochem René Lasserre Francis Lévy Roland Moreau René Moulis Prévost Soyer René Lhoste Entraîneur : René Duffort                                                                                      |
| Carpentras  | Auran Baldet Ballester Batailer Boni Cazotte René Clareton Esquirol Garry Labassa Lasmarie Jacques Maigre Martinez Péres Salettes Uranga Entraîneur : Justin Davant                                                                         | Avignon            | Boge Cazade Cœur Comte Dehaye Fabvre René Jean Perez André Savonne |
| Lézignan    | Auguste Ambert Bazos Louis Calmet Carreau Coulon Darrieumerlou A. Dumas José Dumas Fournier Francès Giaccomi Joseph Guiraud Jacques Labrousse Louis Marti Marty Pazos Thomas                                                                |                    | |